# Mandriá (Limasol)
Mandria (en griego: Μανδρια) es un pueblo en el Distrito de Limasol de Chipre, situado a 4 km al suroeste de Platres.